# Lenzie Peat Railway
| Lenzie Peat Railway                   | Lenzie Peat Railway |
| ------------------------------------- | ------------------- |
| Karte der Lenzie Peat Railway um 1960 |                     |
| Spurweite:                            | 610 mm (2-Fuß-Spur) |
|                                       |                     |

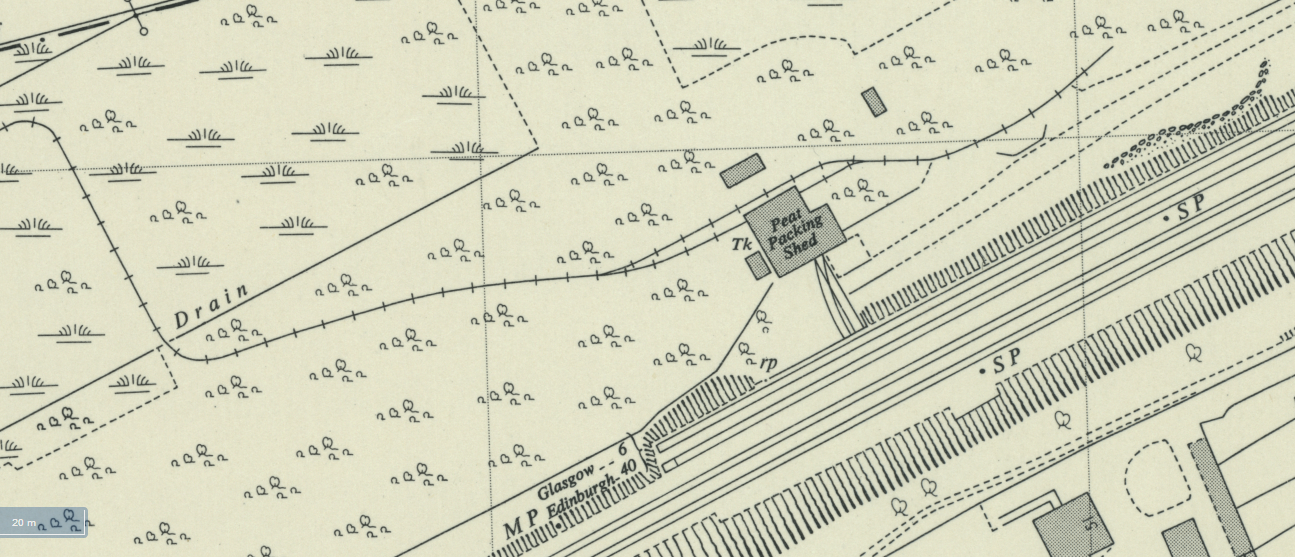
Torf-Verpackungsschuppen der Lenzie Peat Railway

Die Lenzie Peat Railway war eine Feldbahn mit einer Spurweite von 2 Fuß (610 mm) im Lenzie Moss westlich der Stadt Lenzie in Schottland.

## Betrieb
Die Moore von Lenzie Moss wurden zur Torfgewinnung genutzt. Der gestochene Torf wurde mit der Feldbahn in mit hölzernen Latten umrandeten Loren zu einem Torf-Verpackungsschuppen an zwei Anschlussgleisen der Edinburgh and Glasgow Railway (E&G) gebracht und dann weiter transportiert.
Auf der Feldbahn verkehrten zwei Lister-Benzinlokomotiven mit den Werksnummern 26286/1944 und 29890/1946.

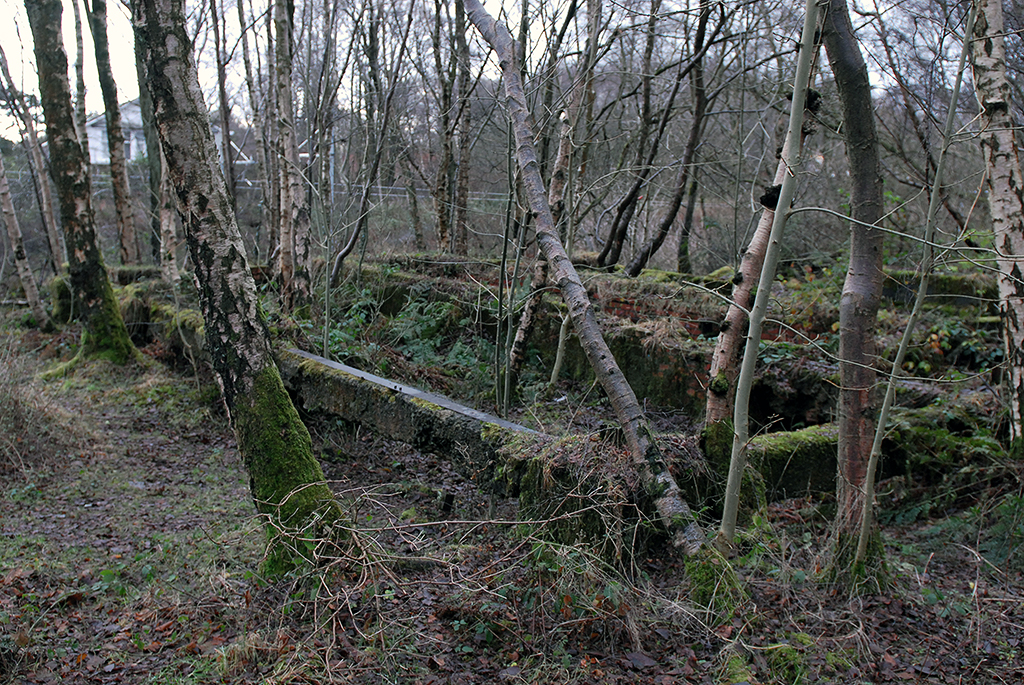
Überreste des Torfpackschuppens, 2017

Eigentümer des Werks war die Peat Development Co Ltd. Die Lenzie Peat Railway wurde um 1966 stillgelegt. Die Lister-Lokomotive 29890 befindet sich heute im Besitz der West Lancashire Light Railway. Die Ziegelsteinfundamente des Torf-Verpackungsschuppens sind heute noch zu sehen.